# Brian Duarte
Brian Miguel Duarte (Paraná, Provincia de Entre Ríos, Argentina; 15 de junio de 1999) es un futbolista argentino. Juega como delantero y su primer equipo fue Atlético Paraná. Actualmente milita en Ciudad de Bolívar del Torneo Federal A.

## Trayectoria
Brian Duarte se inició futbolísticamente en las inferiores de Atlético Paraná, luego tuvo una destacada labor en la liga local que le permitió ser promovido al plantel profesional con apenas 17 años. Su debut en la Primera B Nacional se produjo el 11 de marzo de 2017, en el empate de Atlético Paraná 1-1 ante Independiente Rivadavia: ese día ingresó a los 36 del ST en reemplazo de Sergio Chitero.
Tras el descenso al Torneo Federal A, dejó el club paranaense para sumarse a Unión de Santa Fe, donde comenzó jugando únicamente en el equipo de Liga debido a un problema administrativo y recién en 2018 pudo integrarse al plantel de Reserva. Allí demostró sus cualidades futbolísticas y se transformó en una de las figuras del equipo, por lo que a principios de 2019 el técnico Leonardo Madelón decidió llevarlo a la pretemporada con el plantel profesional. En octubre de 2020 firmó su primer contrato con el club.
Jugó también en Deportivo Madryn, Ciudad de Bolívar y Gimnasia y Tiro de Salta.

## Clubes
- Actualizado al 16 de agosto de 2025

| Club                          | Div.                | Temporada           | Liga | Liga | Copa Nacional | Copa Nacional | Copa Internacional | Copa Internacional | Total | Total |
| Club                          | Div.                | Temporada           | PJ   | G    | PJ            | G             | PJ                 | G                  | PJ    | G     |
| ----------------------------- | ------------------- | ------------------- | ---- | ---- | ------------- | ------------- | ------------------ | ------------------ | ----- | ----- |
| Atlético Paraná Argentina     | 2.ª                 | 2016/17             | 3    | 0    | 0             | 0             | -                  | -                  | 3     | 0     |
| Atlético Paraná Argentina     | Total               | Total               | 3    | 0    | 0             | 0             | -                  | -                  | 3     | 0     |
| Unión Argentina               | 1.ª                 | 2017/18             | 0    | 0    | 0             | 0             | -                  | -                  | 0     | 0     |
| Unión Argentina               | 1.ª                 | 2018/19             | 0    | 0    | 0             | 0             | -                  | -                  | 0     | 0     |
| Unión Argentina               | 1.ª                 | 2019/20             | 0    | 0    | 0             | 0             | -                  | -                  | 0     | 0     |
| Unión Argentina               | 1.ª                 | 2020                | -    | -    | 0             | 0             | -                  | -                  | 0     | 0     |
| Unión Argentina               | Total               | Total               | 0    | 0    | 0             | 0             | -                  | -                  | 0     | 0     |
| Deportivo Madryn Argentina    | 3.ª                 | 2021                | 4    | 0    | 0             | 0             | -                  | -                  | 4     | 0     |
| Deportivo Madryn Argentina    | Total               | Total               | 4    | 0    | 0             | 0             | -                  | -                  | 4     | 0     |
| Ciudad de Bolívar Argentina   | 3.ª                 | 2022                | 26   | 1    | -             | -             | -                  | -                  | 26    | 1     |
| Ciudad de Bolívar Argentina   | 3.ª                 | 2023                | 32   | 2    | 1             | 0             | -                  | -                  | 33    | 2     |
| Ciudad de Bolívar Argentina   | 3.ª                 | 2025                | 12   | 3    | 1             | 0             | -                  | -                  | 13    | 3     |
| Ciudad de Bolívar Argentina   | Total               | Total               | 70   | 6    | 2             | 0             | -                  | -                  | 72    | 6     |
| Gimnasia y Tiro (S) Argentina | 2.ª                 | 2024                | 12   | 0    | 1             | 0             | -                  | -                  | 13    | 0     |
| Gimnasia y Tiro (S) Argentina | Total               | Total               | 12   | 0    | 1             | 0             | -                  | -                  | 13    | 0     |
| Total en su carrera           | Total en su carrera | Total en su carrera | 89   | 6    | 3             | 0             | -                  | -                  | 92    | 6     |

## Palmarés
| Título           | Club             | País      | Año  |
| ---------------- | ---------------- | --------- | ---- |
| Torneo Federal A | Deportivo Madryn | Argentina | 2021 |